# Шукайте дівчину
«Шукайте дівчину» (азерб. «O qızı tapın») — радянський художній фільм 1970 року, знятий на кіностудії «Азербайджанфільм».

## Сюжет
В ході розслідування автомобільної катастрофи з'ясовується, що загиблий в автомобільній катастрофі пов'язаний з бандою злочинців, які організували підпільний швейний цех. Працівники міліції виходять на слід і беруть банду на гарячому.

## У ролях
- Шамсі Бадалбейлі — Зейналов (дублював Микола Граббе)
- Тофік Мірзоєв — Рустам (дублював В'ячеслав Подвиг)
- Гамлет Хані-заде — Дадаш (дублював Віктор Рождественський)
- Ельданіз Зейналов — Сіявуш (дублював Ян Янакієв)
- Сафура Ібрагімова — Халіда (дублювала Ольга Григор'єва)
- Севіль Расулова — Аміна (дублювала Катерина Фідрих)
- Раміз Меліков — Зія (дублював Олексій Золотницький)
- Насіба Зейналова — Мейранса-ханум (дублювала Марина Гаврилко)
- Мухтар Манієв — Гаджибала (дублював Володимир Ферапонтов)
- Агагусейн Керімов — Емін Ширінов (дублював Костянтин Тиртов)
- Гаджимурад Ягізаров — Хосров Мірієв (дублював В'ячеслав Тихонов)
- В'ячеслав Ковтун — Меліков (дублював Вадим Захарченко)
- Офелія Санані — архітектор
- Рафік Тагієв — Фахреддін Казимли
- Сіявуш Шафієв — Фірудін Казимли
- Мірзабала Меліков — дорожний інспектор
- Гусейнага Садихов — сусід
- Хосров Абдуллаєв — циркач

## Знімальна група
- Режисер — Гасан Сеїдбейлі
- Сценарист — Гасан Сеїдбейлі
- Оператор — Ариф Нариманбеков
- Композитор — Тофік Кулієв
- Художник — Мамед Гусейнов